# Бруно Агиар
Бру́но Агиа́р, полное имя Бру́но Энри́ке Фортуна́то Агиа́р (порт.-браз. Bruno Henrique Fortunato Aguiar; род. 25 марта 1986 года в городе Ампару, штат Сан-Паулу) — бразильский футболист, центральный защитник «Жоинвиль».

## Биография
Бруно Агиар родился в Ампару на востоке штата Сан-Паулу, однако обучался он в молодёжном составе клуба «Понте-Прета» из Кампинаса. Затем перешёл в «Гремио Баруэри», где и дебютировал во взрослом футболе (в Серии C чемпионата Бразилии) в 2006 году. В 2007 году ненадолго отправился выступать в Испанию в полупрофессиональный клуб «Барбате» из Каталонии. По возвращении из аренды подписал контракт с клубом Серии A «Фигейренсе».
Дебютировал Бруно Агиар в высшем дивизионе бразильского футбола 6 сентября 2008 года. В своём первом сезоне на этом уровне провёл 20 матчей и забил 1 гол. 2009 год стал очень успешным для Бруно Агиара. Несмотря на то, что игрок перешёл в клуб второго эшелона, он занял твёрдое место в основе «Гуарани» из Кампинаса. Защитник пропустил лишь 2 матча в чемпионате Серии B, в котором также отличился 2 забитыми голами (в том числе забивал в классико в ворота «Понте-Преты»). По итогам сезона «Гуарани» заработал путёвку в Серию A, заняв второе место в турнире. После успешного выступления за «Гуарани», «Сантос» предложил Бруно Агиару перейти в стан этого клуба. Футболист не стал продлевать контракт с предыдущей командой и присоединился к одной из сильнейших команд страны.
Вместе с одним из грандов бразильского футбола Бруно Агиар выиграл два титула чемпиона штата Сан-Паулу, в 2010 году — Кубок Бразилии. В ходе Кубка Либертадорес 2011 Бруно Агиар сыграл в четырёх матчах. Во всех четырёх случаях он выходил на замену во второй половине встречи, и лишь однажды сыграл около получаса — в 1/8 финала в Мехико против «Америки». Это была очень тяжёлая игра для бразильского клуба, которому было необходимо удержать ничейный результат (матч завершился со счётом 0:0). Также Бруно Агиар появлялся на несколько минут в групповом этапе (в домашней игре против «Коло-Коло» — 3:2), в 1/4 финала (в гостях против «Онсе Кальдас», победа «Сантоса» 1:0) и в первом финале на Сентенарио против «Пеньяроля» (0:0).
По окончании Клубного чемпионата мира 2011, где в финале «Сантос» крупно уступил «Барселоне», Бруно Агиар перешёл в «Спорт Ресифи». В 2013 году выступал за «Сан-Каэтано», а с 2014 года играет в «Жоинвиле».

## Достижения
- Чемпион Кубка Бразилии (1): 2010
- Чемпион Бразилии в Серии B (1): 2014
- Чемпион штата Сан-Паулу (2): 2010, 2011
- Победитель Кубка Либертадорес: 2011